# Štětkovice
Štětkovice (en allemand : Stietkowitz) est une commune du district de Příbram, dans la région de Bohême-Centrale, en République tchèque. Sa population s'élevait à 351 habitants en 2020.

## Géographie
Štětkovice se trouve à 6 km au nord-ouest de Sedlčany, à 36 km à l'est de Příbram et à 47 km au nord-est de Prague.
La commune est limitée par Prosenická Lhota au nord, par Vojkov à l'est et au sud et par Kosova Hora au sud et à l'ouest.

## Histoire
La première mention écrite de la localité date de 1521.

## Administration
La commune se compose de quatre quartiers :
- Bořená Hora
- Chrastava
- Sedlečko
- Štětkovice

## Transports
Par la route, Štětkovice se trouve à 10 km de Sedlčany, à 41 km de Příbram et à 73 km de Prague.

## Galerie

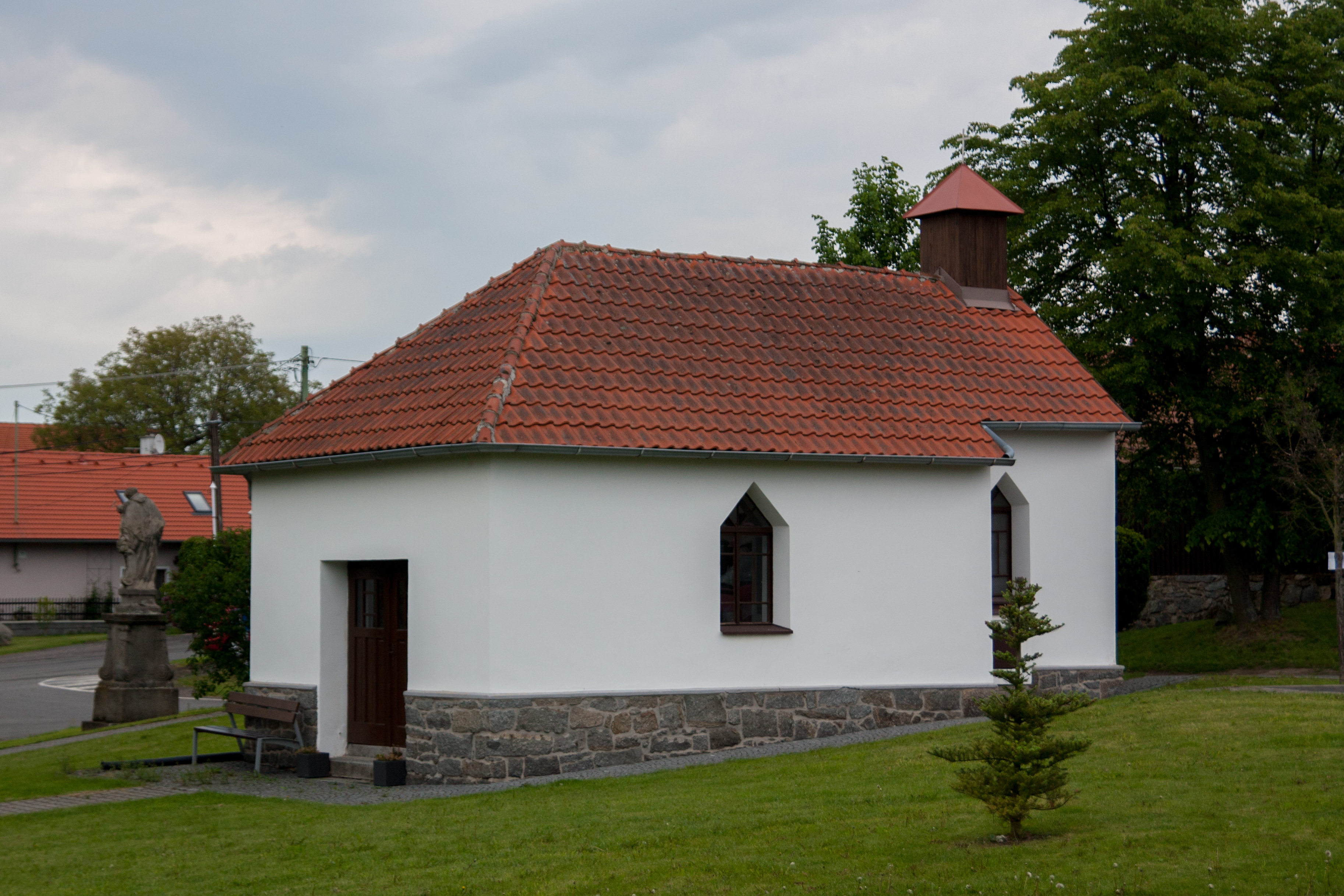
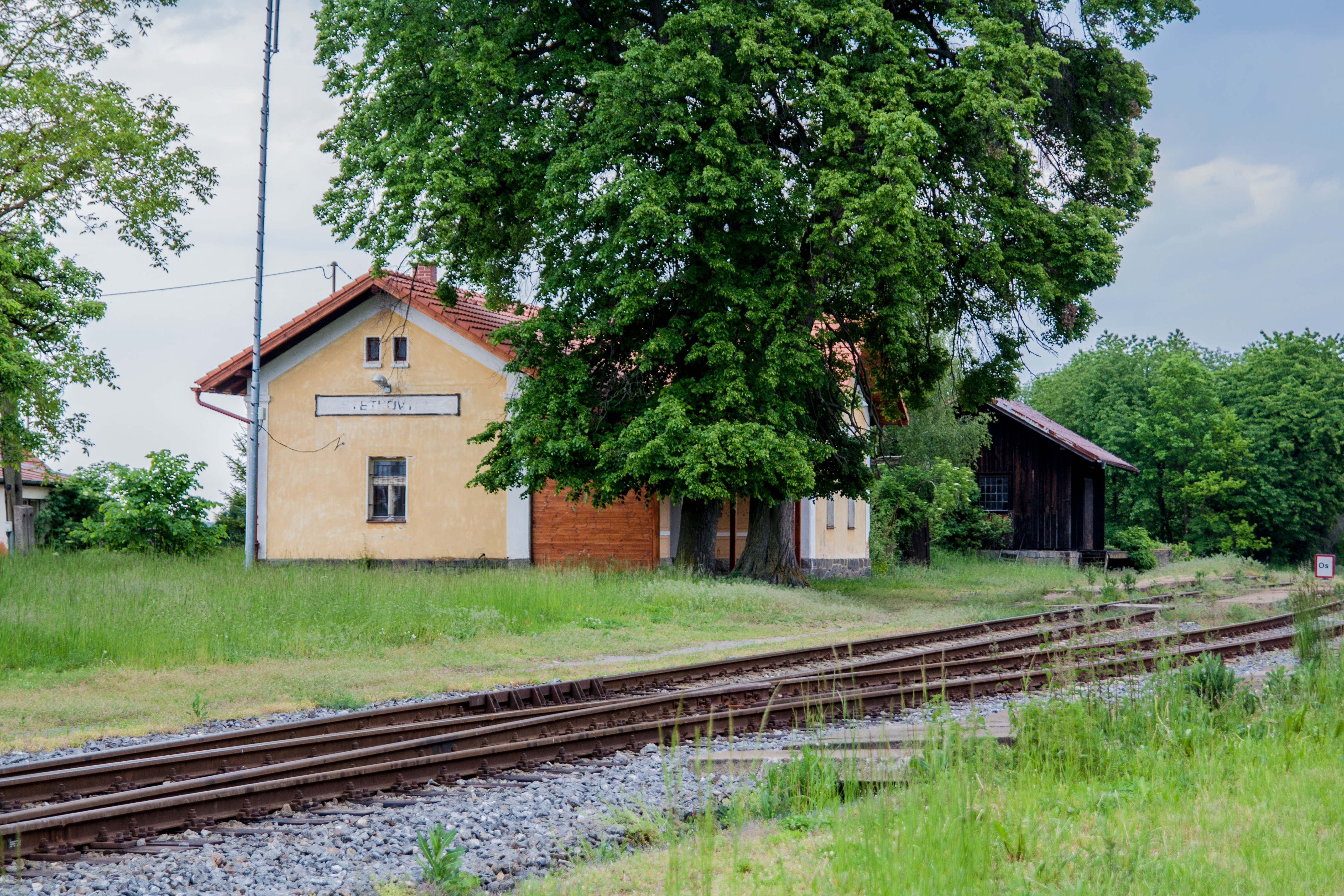
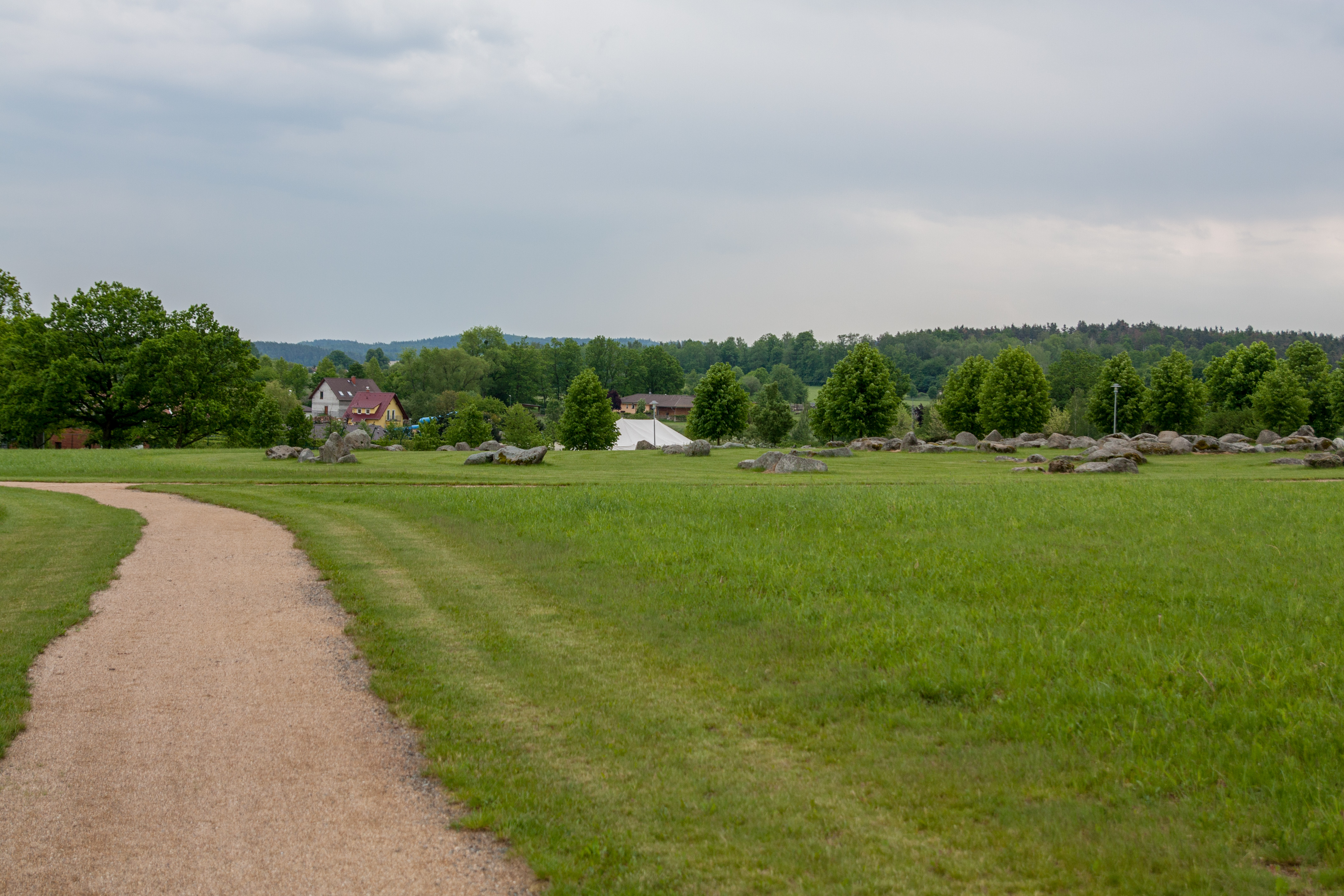
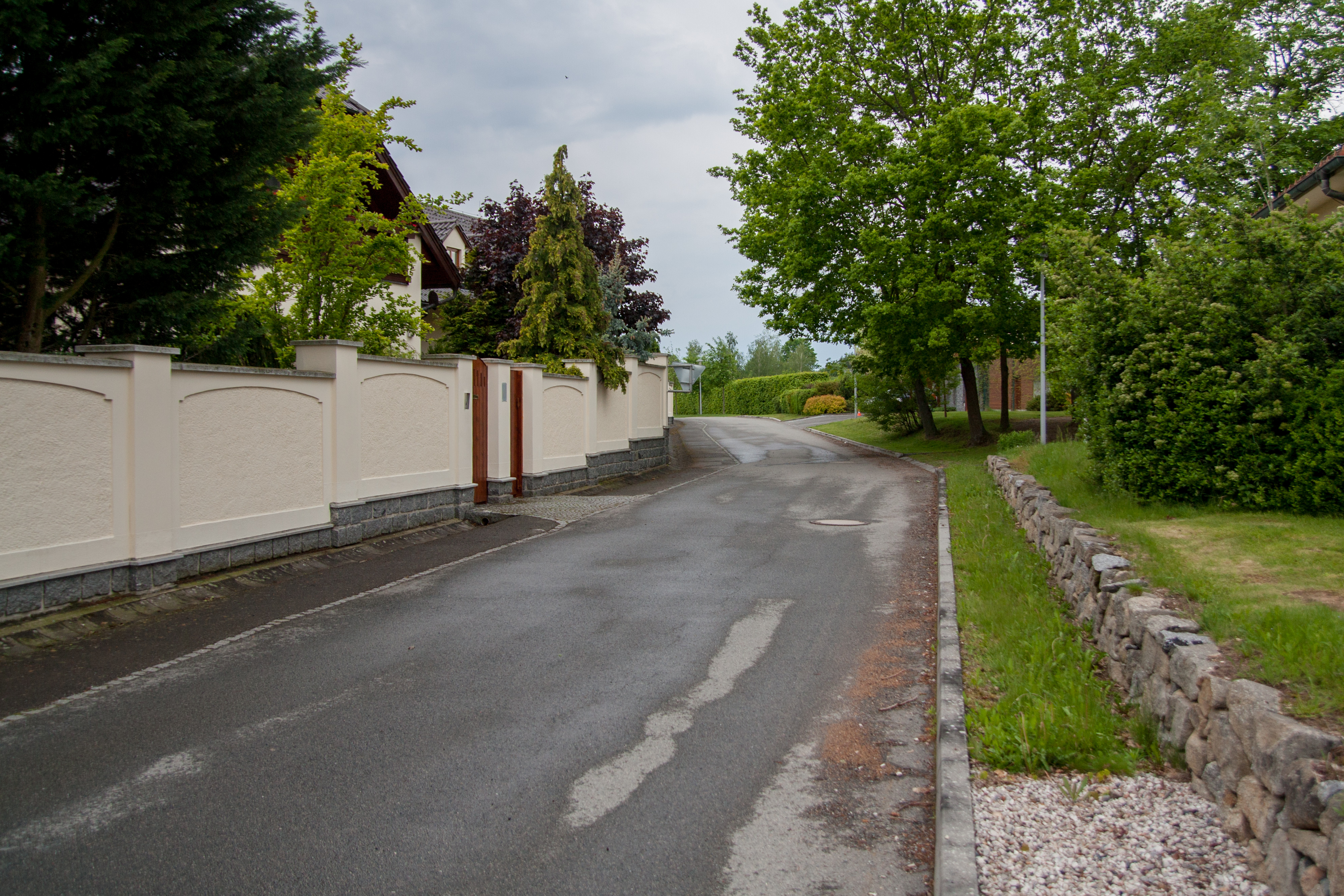